# San Pedro de Coche
San Pedro de Coche é uma cidade venezuelana, capital do município de Villalba.